# いすゞのトラック
「いすゞのトラック」は、いすゞ自動車のCMで流れるコマーシャルソングである。2004年にモデルチェンジした、いすゞ・エルフのCMのため、2003年に東急エージェンシーに依頼して制作された。当初はCMで流すサビ部分30秒のみであったが、のちにフルバージョンが作られた。

## 誕生の経緯
CM制作の前年の2002年、いすゞは乗用車事業から撤退した。1980年代には2代目ジェミニのテレビCM『街の遊撃手』で一世を風靡したが、当時は1990年代後半からの業績不振により、大和工場・川崎工場を相次いで閉鎖、バス製造事業の受け皿となるジェイ・バスを日野自動車と合弁で設立し、一社提供のラジオ番組『いすゞ歌うヘッドライト〜コックピットのあなたへ〜』も終了するなど、苦境に陥っていた。そのためなかなかテレビCMも打てる状況になかったが、新型エルフの発売を機にテレビCMの制作を決意した。そうして生まれたのがこの曲であった。
いすゞの広告担当者がこの曲を非常に気に入り、低予算を逆手に取ってCM曲を毎回変えず「テーマソング」としてずっと使っていくことにした。そのためにフルバージョンを作成し、地名度を上げるためUSENで流したり、第一興商の通信カラオケDAMに収録するよう働きかけた。本社や販売店の電話の保留音にも採用し、当時流行していた携帯電話の着信メロディを制作するなどして普及を図った。販促用CDも作成して希望者に郵送配布も行い（2019年時点では終了）、音源をいすゞ公式サイトからMP3ファイルでダウンロードできるようにした。その努力が実を結び、CMソングの代表格となるまでに知られるとともに、社員にも愛唱される「社歌」のような曲となった。
DAMのカラオケで選曲した際、他社のトラックの映像が流れるという問題点があり、いすゞが自ら編集したカラオケ映像を2025年1月28日より配信している。

## 曲の概要
かつていすゞ自動車がスポンサーを務めたラジオ番組『いすゞ歌うヘッドライト〜コックピットのあなたへ〜』 のエンディング曲として長年使用された『夜明けの仲間たち』に代わるトラックドライバーのための応援歌として誕生した。作詞は東急エージェンシーのクリエイティブディレクター・ツカダマコト、作曲はCM音楽を多数手掛ける奥居史生、そして歌手はKAZCO（浜野和子）が起用された。
当初はオリジナル版のみであったが、6代目エルフ登場の2006年にはオーケストラバージョンが、新シリーズが展開された2013年にはコーラスバージョンも追加、2015年10月には新たに男声オーケストラの新バージョンも追加され、更に7代目エルフ登場の2023年には英語バージョンも追加された。そのほかにも別アレンジ版もいくつかある（後述）。

### 楽曲の詳細
- 曲名： いすゞのトラック
- 時間 
  - オリジナル（通常版） - 4分13秒
  - オーケストラバージョン - 4分25秒
  - コーラスバージョン - 4分07秒
- 歌手名： KAZCO（浜野和子）
- 作詞者： ツカダマコト
- 作曲者： 奥居史生
- 編曲者： 奥居史生
- 制作会社： 東急エージェンシー
- 音楽制作会社：株式会社 キーノートシャープ
- 音楽プロデューサー：金仙華（きむ そな）

出典：いすゞ自動車公式サイト CMギャラリー

### メディア
当楽曲はいすゞ自動車公式サイトからオリジナルバージョン、オーケストラバージョン、コーラスバージョン、オリジナル版カラオケの4バージョンを試聴・ダウンロードできる。
いすゞ公式サイトでの映像配信は、長らくWindows mediaのプラグインを使用してきたが、Google Chromeなどでは動画を視聴できないため、2015年よりYouTubeの「いすゞ自動車公式チャンネル」からの配信（サイト埋め込み）に変更されている。
また当楽曲の非売品CDがある。マキシシングルサイズのパッケージで、現在公式サイトで試聴できる4曲が収録されている。過去にはオーケストラ版のカラオケが収録されていた。歌詞カードを兼ねたジャケットデザインにもバリエーションが存在し、「いすゞのトラック」のタイトルと曲目が記されたシンプルなものやCM映像を使用したもの、現行車両を使用したものなど多岐に渡る。ジャケットのデザインの違いは、配布時期によるのか入手方法によるのは不明。第42回（2011年）以降の東京モーターショー会場のいすゞブースでアンケート回答者へCDが配布されたり、ラジオ番組での聴取者へのプレゼント（後述）として贈られることもあった。

## CMの概要

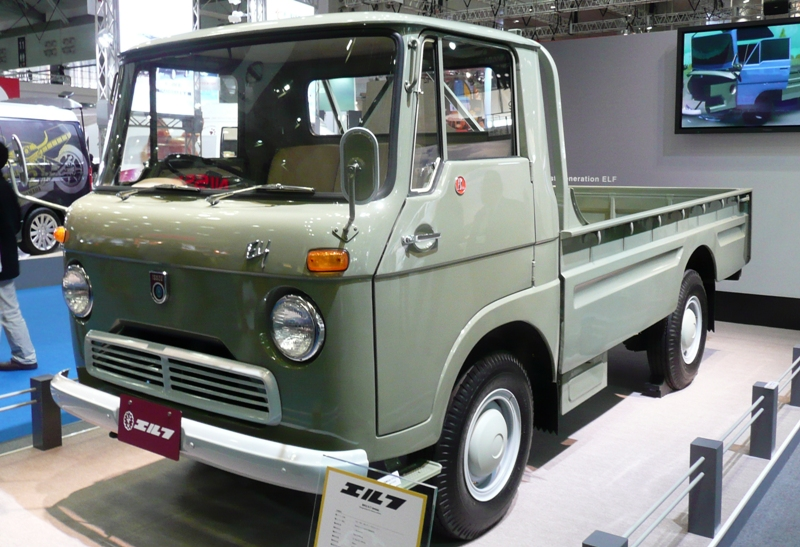
初代エルフ前期型
（1959 - 1965年）

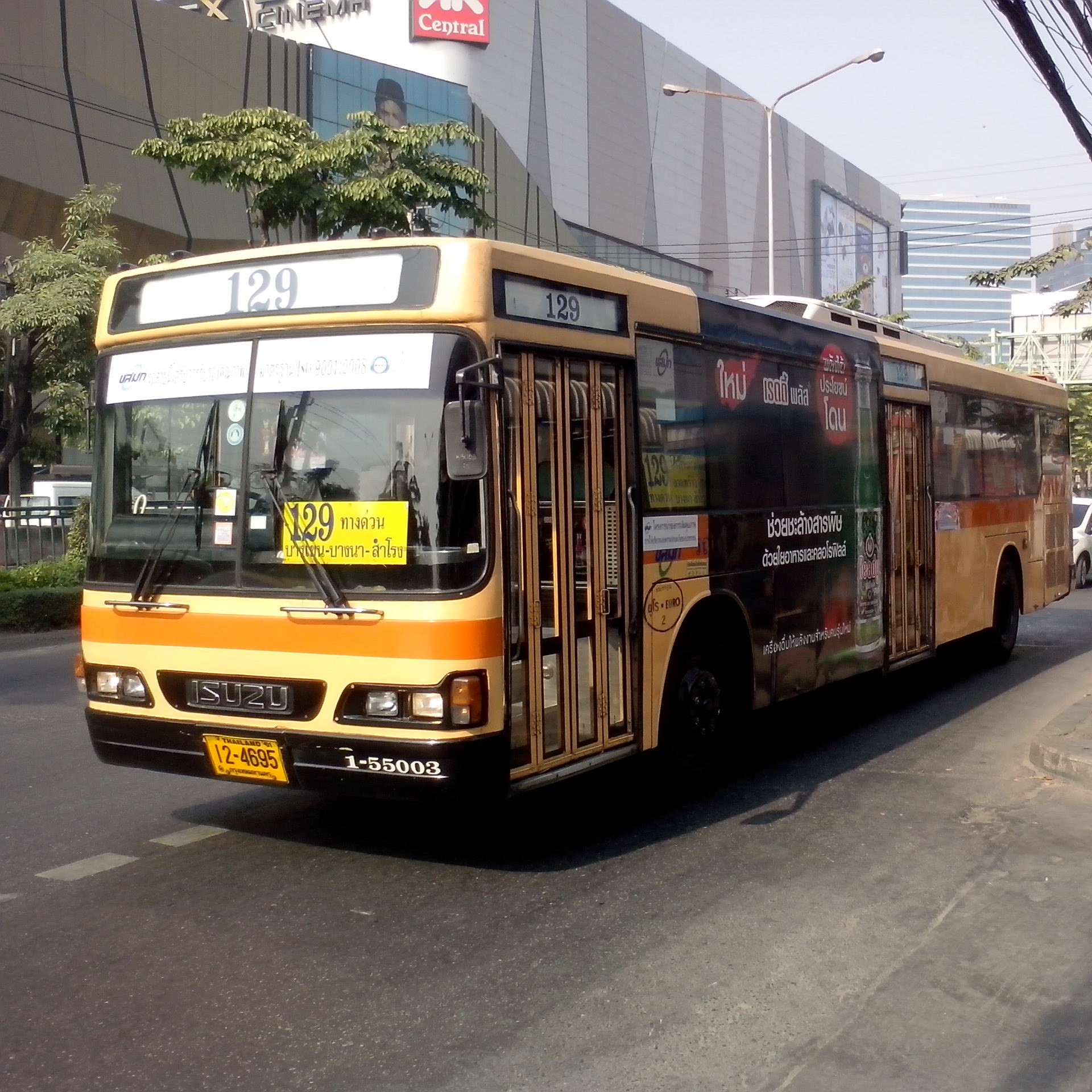
CM「世界を結ぶ アジアの営み編」で登場したタイの路線バスの同型車 (LV223S)

いすゞ商用車のテレビCMは、1990年代後半からの経営危機による広告宣伝費の削減によりしばらく途絶えていたが、その後の様々な合理化や、タイにおけるピックアップトラック市場の好調などで業績が回復し、2004年からCM展開を再開した。
「いすゞのトラック」の楽曲を使用したCMは、2004年の5代目エルフの最後のマイナーチェンジ時に採用されたのが最初で、以後アレンジを変えながら同社のCMソングとして使用されている。CMに登場するのは主にエルフがメインであるが、大型トラックのギガ、中型トラックのフォワード、さらには国内未発売の海外専用車なども登場している。曲名や歌詞に「トラック」が含まれることから原則としてバス車両は登場しないが、「世界を結ぶ アジアの営み編」で現地仕様のバスが登場したことがある（後述）。
CMでは、いすゞの車両が登場する映像に本楽曲と文字テロップのみで表現され、ナレーションは入らない。ただしエルフのモデルチェンジ時はその限りではない。
エルフミオのCMには使用されていない。

### 内容
「信頼のエルフ」「新型エルフ誕生」シリーズは、走行中の車内の助手席から運転席方向を見たコクピット視点で、歴代エルフの写真を映し出していた。「佐島港篇」では、いすゞ川崎工場での初代エルフのラインオフ記念式の写真が使用された。フルモデルチェンジ後の「松山篇」以降は現行6代目エルフの写真が使用されている。
「前へ」シリーズは、夕暮れの一本の直線道路を、画面遠方から手前側へ走るフォワード（ウイング車）がそのまま通過していくというものだった。
「世界を結ぶ」シリーズでは、世界各地で活躍するいすゞの車両を映し出している。登場する車両は現地使用のエルフがメインではあるが、アジア篇ではロケ地となったタイで実際に走っている路線バス (LV223S) 、日本では発売されていないピックアップトラックのD-MAX、フォワードの5代目（現行型）と2代目・3代目なども登場した。なお、タイではフォワードの増トン車モデルは「DECA (デカ) 」の車名で、3代目モデルは「ROCKY (ロッキー) 」の車名で発売されていた。
いすゞのロゴとともにCMの最後に表記されるキャッチコピーは、「信頼のエルフ」シリーズの2005年版以降から2011年の「新型エルフ 誕生」シリーズまでは「『運ぶ』を支え、環境と未来をひらく」、「信頼のエルフ」2004年版や2011年の「前へ」シリーズ、2014年の「NEW ELFぞくぞく篇」は表記なし。2013年の「世界を結ぶ」シリーズからは「働く人と、世界を走る」が使用されている。

## CM放送番組

### テレビ
2004年にテレビ東京の『田舎に泊まろう』（日曜日 19:00 - 20:00）にてCM放送開始。2010年3月に同番組はレギュラー放送を終了したが、2011年12月まで『日曜ビッグバラエティ』の中で視聴できた。提供枠は21時台のため、流れる時間は2時間ほど繰り下がって放送していた。『田舎に泊まろう復活SP』の際は19時台も提供したため、再び19時台で聞くことができた。なお、テレビ東京系列以外の地方局で放送される場合は、番組販売されている関係上原則として放映されなかった。またBSジャパンで放送されていた時は、一時期提供・放映を休止した時期があるものの、地上波での本放送と同じくいすゞ自動車の筆頭スポンサーでこのCMが放映されていた。
2012年1月以降は『日曜ビッグバラエティ』に代わって『ビートたけしのTVタックル』でCMがオンエアされた。2014年3月に同番組の放送時間が変更された後も引き続き、同年4月からは『ここがポイント!!池上彰解説塾』の中で視聴できた。2015年11月にフルモデルチェンジしたギガのCMでは当楽曲のサビ部分が使用された。
そのほか、一時期は関西ローカル扱いで『筑紫哲也 NEWS23』（毎日放送）と、東海ローカル番組の『そこが知りたい 特捜!板東リサーチ』（中部日本放送）でも視聴可能であったが、いずれも2007年9月までに撤退した。また『筑紫哲也NEWS23』の分に関しては、2007年10月から2009年3月まで『知っとこ!』で提供。そのため、関西ローカルではなく全国ネットで放映されていた。
なお、2024年4月現在は日本テレビの『真相報道 バンキシャ!』のスポンサーとなっており、この番組の中でCMが流れている。また、定期番組ではないが、テレビ神奈川の『tvkラグビー中継』のスポンサーとなっており、この番組の中でもCMが流れる。

### ラジオ
2005年から2009年まで放送された中部日本放送（現在のCBCラジオ）制作の全国ネット番組『いすゞ お父さん・お母さんへの手紙』（『朝の歳時記』の後枠）ではCMだけでなく、作文の朗読のBGMにこの曲が流れていた。ただし番組開始当初の2005年春に東京いすゞ自動車が不祥事（はとバスに販売した大型観光バスガーラの不正車検問題）を起こしたため、「いすゞ」の冠を外し「お父さんお母さんへの手紙」として放送され、その期間は公共広告機構（現在のACジャパン）のCMに差し替えられた。『お父さんお母さんへの手紙』では当楽曲を収録したCDの聴取者プレゼントを不定期に行っていた。CDは2種類あり、1種類目はオリジナルバージョンの歌入りとカラオケ、2種類目はオリジナルバージョンとオーケストラバージョン（2006年12月から2007年6月ごろまでCMで流れていた）の各歌入りとカラオケが収録されている。
2014年7月から2024年3月にかけては、TBSラジオの全国ネット番組『生島ヒロシのおはよう一直線』6時台後半の1コーナーとして「いすゞ自動車プレゼンツ 檀れい 今日の1ページ」の放送が開始され、楽曲がCMでも使用されたほか、生島ヒロシによるコーナー名と提供読みの箇所でイントロ部分が使われた。さらに番組内でメッセージを読まれた聴取者には、当楽曲のCDとクオカードが贈られた。
そのほか、文化放送の朝のワイド番組で朝6時台（現在は6時25分頃に放送の『おはよう寺ちゃん』の枠内）に放送される「エルフ・モーニングダッシュ」でも当楽曲が流れる。「エルフ モーニングダッシュ」では提供読みは「いすゞ自動車」ではなく「エルフ販売会社」扱いで、CMの最後に関東圏内のエルフ販売会社の名前がアナウンスされるため、その分だけ曲が短くなっている。
いすゞ自動車が提供している「話題のアンテナ 日本全国8時です」（TBSラジオがJRN向けに制作している生放送番組）や、いすゞ自動車近畿がMBSラジオで提供している平日17時台の「MBS交通情報」（2021年10月以降は「夕方もポチっとMラジ」枠内で放送）では、当楽曲を用いたCMが流れている。

## CM一覧
ここでは当楽曲を使用したテレビCMを曲のバージョン毎に記載する（ラジオCMは割愛）。シリーズ名と放送開始年は、公式サイト「いすゞCMギャラリー」、いすゞYouTube公式チャンネルの記載による。特記ない限りは30秒CMとして放送された。なお、放送時期によってはキャンペーンの追加やテロップの入れ替えなどがあるが、多岐に渡るためここでは割愛する。

### オリジナルバージョン
- 信頼のエルフシリーズ：キャッチコピーは「信頼のエルフ。」松山篇以降は「先を行く責任がある。」
  - 2004年7月「佐島港篇」
  - 2006年3月「近江篇」「京都篇」
  - 2007年1月「松山篇」「高知編」 - 6代目登場
  - 2007年10月「伊勢路篇」「大和路篇」
  - 2008年4月「薩摩路篇」「肥後路篇」
  - 2008年10月「道北の道篇」「道南の道篇」

- 前へシリーズ：キャッチコピーは「THE TRUCK OF JAPAN」
  - 2011年2月「前へ篇」（30秒）
  - 2011年2月「前へ・地平線篇」（15秒）

- 新型エルフ誕生：キャッチコピーは「今を支え、ともに走る。」
  - 2011年6月「新型エルフ 誕生篇」（3バージョン）

### オーケストラバージョン
- 新型エルフ登場：キャッチコピーは「先を行く責任がある。」
  - 2006年12月「エルフ 登場篇」

- 新型ギガ登場：キャッチコピーは「効果のある進化。」
  - 2010年10月「ギガ 登場篇」

- - 「New five star GIGA」
- 2022年12月

### コーラスバージョン
- 世界を結ぶシリーズ
  - キャッチコピーは、アメリカ篇「この星の、すべての道が私達の仕事場です。」、アジア篇「この星の、すべての道が仕事場です。」
  - 2013年1月「アジアの営み篇」
  - 2013年7月「Dearアジア篇」
  - 2015年2月「アメリカN.Y.篇」
  - 2015年6月「アメリカL.A.篇」
  - 2016年9月30日「南極篇」30秒版と100秒版がある。

### ブルースバージョン
- 2011年「前へ・地平線篇」
  - 「前へ・地平線篇」の田澤智歌唱によるアコースティックバージョン。

### 口笛マーチバージョン
- 2014年11月「NEW ELF ぞくぞく篇」：キャッチコピーは「燃費No.1トラック」
  - マーチングバンド風にアレンジされた楽曲（インストゥルメンタル、CD未収録）を使用。

### 新ボーカルバージョン
- 2015年10月「新型GIGA 走ろう、いっしょに。篇」：キャッチコピーは「走ろう、いっしょに。」
  - 30秒版と15秒版がある。このCM用にアレンジされた大合唱バージョンを使用。浜端ヨウヘイ[6]のソロから始まる、作業服姿の多数の男女エキストラによる合唱。

- 2018年7月 エルフ「歌と家族」篇
  - 30秒版と15秒版がある。2016年夏期より展開している、小日向文世扮するサンタクロースとその一家のCMシリーズの新作で、マキシマム ザ ホルモンのナヲによるカバーバージョンを使用（編曲は松井亮による）。元々ライブのMC中にCMソングなど様々な歌を歌っており、その中でも当楽曲を頻繁に歌っていたところ、いすゞからオファーが来て正式に歌うことになった[1][7]。公式サイトのCMギャラリーではフルバージョンの配信も行っている（メイキング動画でもBGMとして使用）。なお、過去のCMでも最後に小日向がサビのワンフレーズを口ずさんでいる。

- 2018年10月 エルフ「技術の結集」篇
  - 30秒版と15秒版がある。BiSHのアイナ・ジ・エンドによるEDM風アレンジバージョンを使用[8]。

- 2019年7月 エルフ「つながる×みつめるトラック」篇
  - 30秒版と15秒版がある。HOUND DOGの大友康平によるロックンロール風アレンジバージョンを使用[9]。テレビCMでは「大友工務店」の社長に扮した作業服姿の大友が、サビの歌詞の一部を変えたバージョンをエルフの助手席で熱唱する[10]。ラジオCMでは大友が原曲のサビを熱唱した音源を使用。
  - 2022年12月14日にフジテレビ系列で放送された『2022 FNS歌謡祭 第2夜』に大友が出演し、フルコーラスを披露した[11]。

### 英語バージョン
- 2023年3月 7代目エルフ/エルフEV「ワクワクするNEWSが走り出す。」篇
  - 30秒版と15秒版がある。

### 海外版CM
台湾では、「前へ篇」の映像に現地のナレーションを追加したCMが放送された。「日本原裝進口 品質一級棒 (日本から直輸入 最高の品質) 」「日本連続12年銷量冠軍 (12年間連続で日本の販売No.1) 」と、中国語と日本語が併記されたテロップが入る。また、台湾でのNシリーズ（エルフの輸出仕様名。当CM上では車名ではなく、現地での車両総重量を指す「ISUZU 3噸半 (3トン半) 」と呼称・表記されていた）のCMでは、出演している3人の若者が「いすゞのトラック」のフレーズを歌っている。ただしこのCMでは当楽曲はCM曲としては使われていない。台湾版のCM映像は、現地販売会社の公式YouTubeチャンネルで視聴できる。
インドネシアでは、2019年に新たに制作・アレンジされた、Nesyaの歌唱による「いすゞのトラック」〜インドネシア語バージョンを使用したCMが放送されている。